# Нил Дамила
Нил Дамила (лат. Nilus Damilas) — византийский монах и духовный писатель XV века.
Был настоятелем монастыря св. Петра Каркасинона на острове Крит. Даты его рождения и смерти неизвестны, равно как и детали биографии; период творчества приходится на рубеж XIV и XV веков. Принадлежит к числу позднейших полемистов против Рима; написанные им против «латинян» памфлеты хранятся в библиотеках Парижа и Москвы. Известно, что он владел обширной библиотекой. Для основанного им женского монастыря составил типик «Τυπική παράδοσις».